# Enderova hra (román)
Enderova hra (v anglickém originále Ender's Game) je sci-fi román amerického spisovatele Orsona Scotta Carda z roku 1985, úvodní díl rozsáhlé Cardovy knižní série Enderova hra. Původ samotného románu sahá do roku 1977, kdy vydal povídku „Enderova hra“, kterou v první polovině 80. let upravil a rozšířil do podoby románu. Card za tento román získal cenu Nebula a cenu Hugo. V roce 2013 byl podle románu natočen celovečerní film Enderova hra.

## Příběh
Na počátku příběhu je Ender šestiletý chlapec, který je po důkladném zkoumání odvezen ze Země do tzv. Bitevní školy, kde jsou z vybraných dětí vychováváni budoucí vojevůdci, kteří budou za několik let čelit třetí invazi termiťanů. Při první invazi byla zničena velká část Číny, druhá byla odražena již ve Sluneční soustavě, ale obě lidstvo odvrátilo spíše šťastnou náhodou a nyní se za cenu obrovských ekonomických, politických a populačních omezení chystá na třetí bitvu, která bude zřejmě konečná, neboť mimozemšťané lidstvo nesmírně technologicky převyšují.
Ender je po všech stránkách geniální dítě, ve které vojáci a psychologové vkládají naděje, že bude nejen nejlepším stratégem v lidské historii, ale také vojevůdcem, který bude mít i dostatečnou míru štěstí, o kterém všichni předpokládají, že bude nutné ke zničení technicky vyspělejší civilizace. Protože však Endera považují za příliš láskyplného člověka, manipulují jím až do krutě bezvýchodných situací, aby pochopil, že se musí vždycky spoléhat pouze sám na sebe.
Třetí invaze se však blíží a Ender se nakonec už v patnácti letech stává chlapcem, do jehož rukou vkládá lidstvo celý svůj osud. Kniha má překvapivý, až šokující závěr, ale termiťané jsou nakonec poraženi.
V epilogu Ender zjišťuje, že se nemůže vrátit na Zemi, kde propukají politické a vojenské konflikty a všechny strany mají strach, že by Ender mohl být využit proti nim. Navíc v těchto konfliktech hraje důležitou úlohu jeho bratr Petr, který Endera v dětství tyranizoval. Vydává se proto do vesmíru s loděmi, které mají kolonizovat různé planety, aby se už lidstvo nemohlo nikdy ocitnout v ohrožení naprostého zániku. Na jedné z planet nachází (záměrně pro něj) uschovaný zámotek termiťanské královny, který je schopný s ním komunikovat na mimosmyslové úrovni a v jeho rukách je tedy i šance na obnovení vyhlazené civilizace.
Ender si uvědomuje, jak velký by byl odpor lidstva vůči takovému činu a proto vydává knihu „Královna úlu“, ve které se snaží přiblížit lidstvu uvažování zcela odlišných bytostí a vysvětlit jejich tragický střet s lidstvem jako hluboký omyl. Knihu podepisuje pseudonymem Mluvčí za mrtvé a se svou sestrou Valentinou se vydává dále do vesmíru hledat vhodné místo a čas pro zmrtvýchvstání termiťanského druhu.